# Notatnik (program)
Notatnik (ang. Notepad) – prosty edytor tekstu dołączany do systemu Microsoft Windows od czasu wersji 1.0 wydanej w 1985.

## Format zapisu
Notatnik nie umożliwia stosowania formatowania tekstu, a pliki w nim tworzone są domyślnie zapisywane z rozszerzeniem *.txt. Dzięki temu, że Notatnik nie dodaje specjalnych znaków formatujących, nadaje się on do edycji wielu rodzajów plików. Może jednak dodawać znacznik BOM, więc nie nadaje się zarówno do edycji plików binarnych, jak i niektórych skryptów (np. PHP). Ponadto Notatnik nie potrafi poprawnie wyświetlić plików z innymi znakami końca linii (np. w formacie Unix lub Macintosh). Błąd ten został poprawiony w testowej kompilacji (Insider Preview) systemu Windows 10 o numerze 17666 (RS5).

## Funkcjonalność
Pierwsze edycje Notatnika oferowały jedynie najprostsze funkcje, takie jak wyszukiwanie tekstu. Nowsze wersje systemu Windows zawierają zaktualizowaną wersję programu umożliwiającą wyszukiwanie oraz zamianę tekstu oraz dostęp do funkcji za pomocą skrótów klawiaturowych. W starszych wersjach programu (które dostępne były w systemach Windows 95, 98, Me oraz 3.1) istnieje 64-kilobajtowy limit wielkości edytowanego pliku. W przypadku próby otwarcia pliku o większym rozmiarze program zaproponuje użytkownikowi wczytanie go w aplikacji WordPad.
Początkowo jedyną czcionką dostępną dla Notatnika był Fixedsys. W systemach Windows NT 4.0 i 98 dodano możliwość zmiany czcionki, natomiast w Windows 2000 czcionkę Fixedsys zastąpiono czcionką Lucida Console.
W systemach opartych na Windows NT Notatnik może edytować tradycyjne 8-bitowe pliki tekstowe oraz pliki tekstowe w formacie Unicode (zarówno UTF-8, jak i UTF-16, a w przypadku UTF-16: little endian i big endian; zobacz kolejność bajtów).

## Zamienniki
Do wielu zadań Notatnik zastępowany jest WordPadem lub innym procesorem tekstu, jak Microsoft Word. Notatnik jednak nie wymaga blokowania dostępu do pliku, więc plik może zostać uruchomiony przez inne procesy, użytkowników lub komputery, co nie byłoby możliwe przy użyciu WordPada. Dodatkowo Notatnik jest szybszy i łatwiejszy w obsłudze niż WordPad lub Microsoft Word, co jest związane z brakiem możliwości jakiegokolwiek formatowania tekstu.
Notatnik był do niedawna aplikacją dostępną jedynie na system Windows, lecz teraz można go uruchomić także na wolnodostępnym systemie operacyjnym ReactOS. Program dołączony do ReactOS został stworzony dzięki pomocy zespołu WINE i jest udostępniany na licencji GNU Lesser General Public License (GNU LGPL).
Istnieje wiele zamienników Notatnika zawierających większą liczbę funkcji, w tym takie, które wzięły nazwę od jego angielskiej nazwy (np. Notepad++ i Notepad2).